# 良策站
良策站（：／ Ryangch'aek yŏk */?）是朝鮮民主主義人民共和國平安北道枇岘郡的一個鐵路車站，属于白马线。

## 邻近车站
白马线
盐州站 - 良策站 - 枇岘站